# Serjania leucosepala
Serjania leucosepala är en kinesträdsväxtart som beskrevs av Ludwig Radlkofer. Serjania leucosepala ingår i släktet Serjania och familjen kinesträdsväxter. Inga underarter finns listade i Catalogue of Life.